# Jean Messagier
Jean Messagier (* 13. Juli 1920 in Paris, Frankreich; † 10. September 1999 in Montbéliard) war ein französischer Maler, Grafiker und Zeichner.

## Leben und Werk
Jean Messagier studierte an der École nationale supérieure des arts décoratifs de Paris. Er unternahm zahlreiche Studienreisen nach Italien und Algerien zur Vervollständigung seiner künstlerischen Ausbildung.
Seine erste Einzelausstellung fand im Jahr 1943 im Chateau von Montbéliard statt. Seine Kunst war vom Werk Paul Klees und durch seinen Kontakt mit dem Kunstkritiker Charles Estienne geprägt, was ihn davon überzeugte sich in seiner Kunst weg von der Geometrischen Abstraktion zu einer freieren und mehr lyrischen bildlichen Ausdrucksweise zu entwickeln. Messagier verwendete eher leichtere Farben in der Nähe von Transparenz und entschied sich für eine breite, spontane Malweise. Seine Landschaftsmalereien zeigen eine starke Sensibilität für die Natur und für den Rhythmus der Jahreszeiten. Nach 1948 befreite sich Messagier von seiner post-kubistischen Vergangenheit und entwickelte eine eigene neue Ausdruckskraft, die in den 1960er Jahren eine ganz neue gestische Definition von Raum erreichte, voll von bunter und dynamischer Bewegung. Er war bekannt für seine geschmeidige Pinselführung und nahm nach 1968 auch Aspekte der amerikanischen Pop-Art in seinem Werk auf.
Die Titel seiner Arbeiten ergänzen diese auf poetische Weise; zum Beispiel nannte er eine Radierung mit dichten grünen Schleifenlinien „Printemps à déplisser“ (deutsch: „sich entfältelnder Frühling“).
Nach 1960 bekam Messagiers Kunst internationale Aufmerksamkeit. Er nahm an einigen der wichtigsten internationalen Veranstaltungen teil als Vertreter der neuen Trends in der französischen Malerei. Im Jahr 1964 war er Teilnehmer der documenta III in Kassel. Messagiers Arbeiten sind Teil von wichtigen internationalen Museen, unter anderem in Rio de Janeiro, Paris, New York City, Brüssel, Genf, Jerusalem, Nagaoka, Cincinnati und Mexiko-Stadt.